# Матинян, Гамлет Сиракович
Гамлет Сиракович Матинян (род. 12 апреля 1953, Кировакан, Кироваканский район) — армянский скульптор, заслуженный художник Республики Армения (2010).

## Биография
Гамлет Матинян родился 12 апреля 1953 г. в городе Ванадзор Лорийской области Республики Армения. Параллельно со средним образованием в 1968 году окончил Художественную школу Степана Агаджаняна в Ванадзоре. В 1972-1977 гг. учился на скульптурном факультете Ереванского художественно-театрального института. Член Союза художников Армении с 1982 года. Преподавал изобразительное искусство и эстетику в средней школе села Амберд, работал исполнительным директором в редакции еженедельника «Отражение».

## Выставки
Участник многих выставок и международных симпозиумов.
- 1986 г. – международный симпозиум в Латвии, Рига - Юрмала
- 1990 г. – персональная выставка во Франции, Париж.
- 1996 г. – на Международном симпозиуме скульпторов в Степанакерте, НКР, на территории здания правительства НКР установлена скульптура под названием «Пасха».
- 2002 г. – Международный симпозиум скульпторов Севан Шохакат.
- 2004 г. – Международный симпозиум скульпторов, Ереван

## Творчество
Скульптуры Гамлета Матиняна установлены в различных городах Армении, Карабаха и других стран.
- «Спартак» РА, Ереван, Дворец молодежи (1982 г.)
- «Миацум» Дом-музей Вазгена Саргсяна, РА, Арарат (1999 г.)
- Бюст «Вазген Саргсян», НКР, Степанакерт (2000 г.)
- Высокая скульптура «Дюймовочка», медицинский колледж Эребуни, РА, Ереван (2001 г.
- «Орёл», горельеф, Франция, Валанс (2002 г.)
- «Олени», горельеф, Франция, Валанс (2002 г.)
- Бюст Хачика Даштенца, РА, Ереван, средняя школа №114 (2003 г.)
- Бюст Хачика Даштенц, РА, средняя школа села Иринд (2003 г.)
- Бюст Виктора Амбарцумяна,  РА, Ереван, НАН (2003 г.)
- «Вход в Пантеон», монумент, посвященный памяти павших борцов за свободу, РА, Ванадзор (2003 г.)
- «Гранат», скульптура, посвященная армяно-итальянской дружбе, Италия, Удине (2003 г.)
- Бюст Карена Демирчяна, РА,  Ереван, средняя школа №139 (2003 г.)
- К. Гаракешишьян, горельеф, РА, Ванадзор (2003 г.)
- Бюст Виктора Амбарцумяна,  РА, Ванадзор (2004 г.)
- Бюст Эдуарда Кзартумяна, РА, Ванадзор (2004 г.)
- Эд. Ованнисян, мемориальная доска, РА, Ереван, ул. Теряна (2005 г.)
- Мемориал памяти Мастера Мехраба, РА, Ванадзор (2005 г.)
- «Фемида», высокая скульптура, юридический факультет ЕГУ, зал суда (2005 г.)
- Высокая скульптура «Кружево», фасад завода «Глория», РА, Ереван (2007 г.)
- Ж. Ахинян, высокая скульптура, РА, Ванадзорский педагогический институт (2003 г.)
- Е. Даллакян, высокая скульптура, РА, Ванадзор (2008)
- «Дудук», высокая скульптура, РА, г. Ванадзор (2008 г.)
- Католикос Вазген I, бюст, РА, г. Ванадзор, средняя школа №1. Школа (2009 г.)
- Андраник Маргарян, горельеф, РА, средняя школа Ахталы (2009)
- Памятник-молитвенник «Нарек», РА, Ереван, район Аван (2010 г.)
- Высокая скульптура «Кольца», РА, Ахтала (2010 г.)
- Памятник Амазаспу Бабаджаняну (Ереван) [2]

### В соавторстве
Бюст А.П. Чехова, РА, Ереван, школа № 55 (1999 г.)

## Галерея

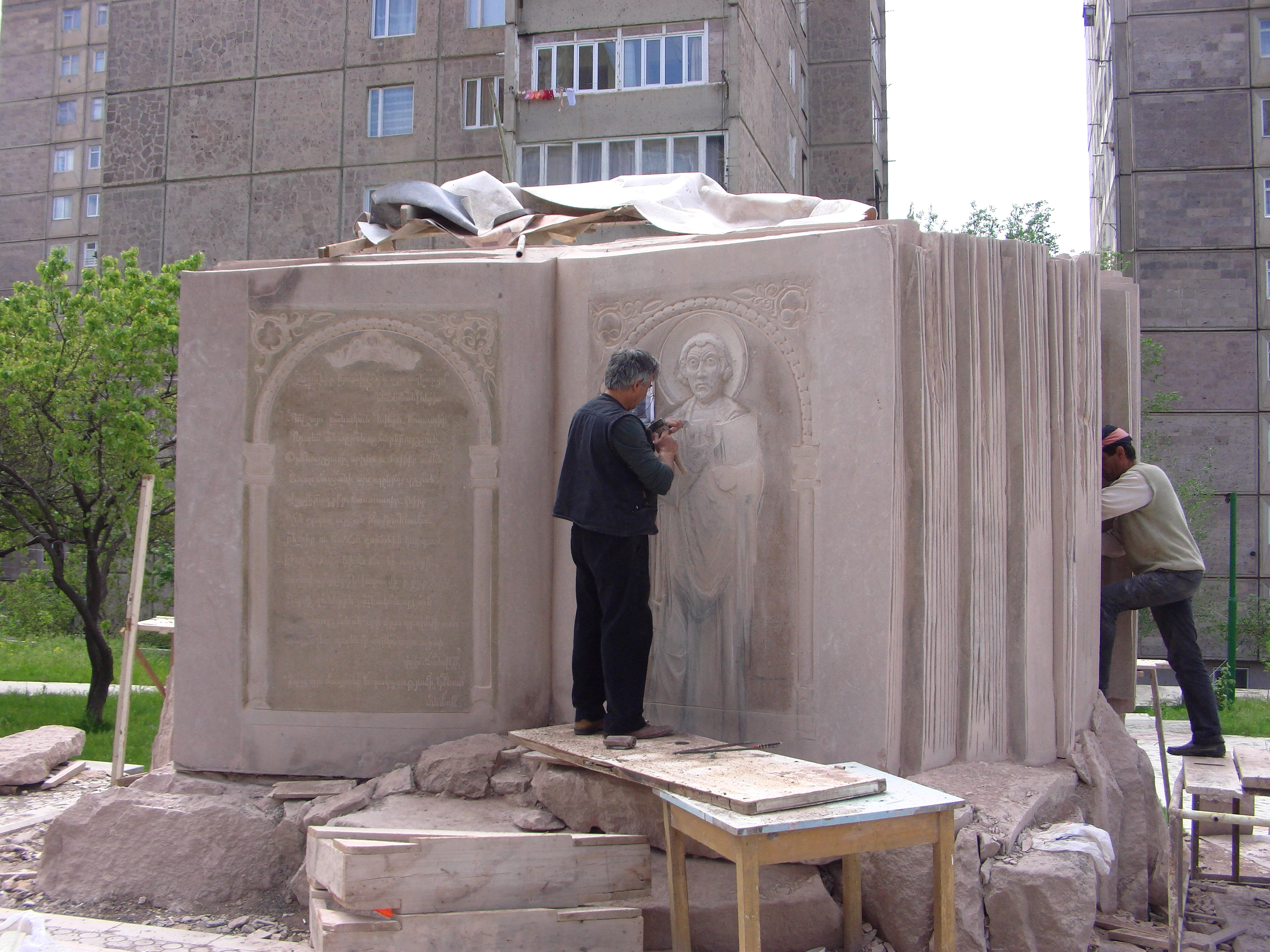
Гамлет Матинян при работе над памятником
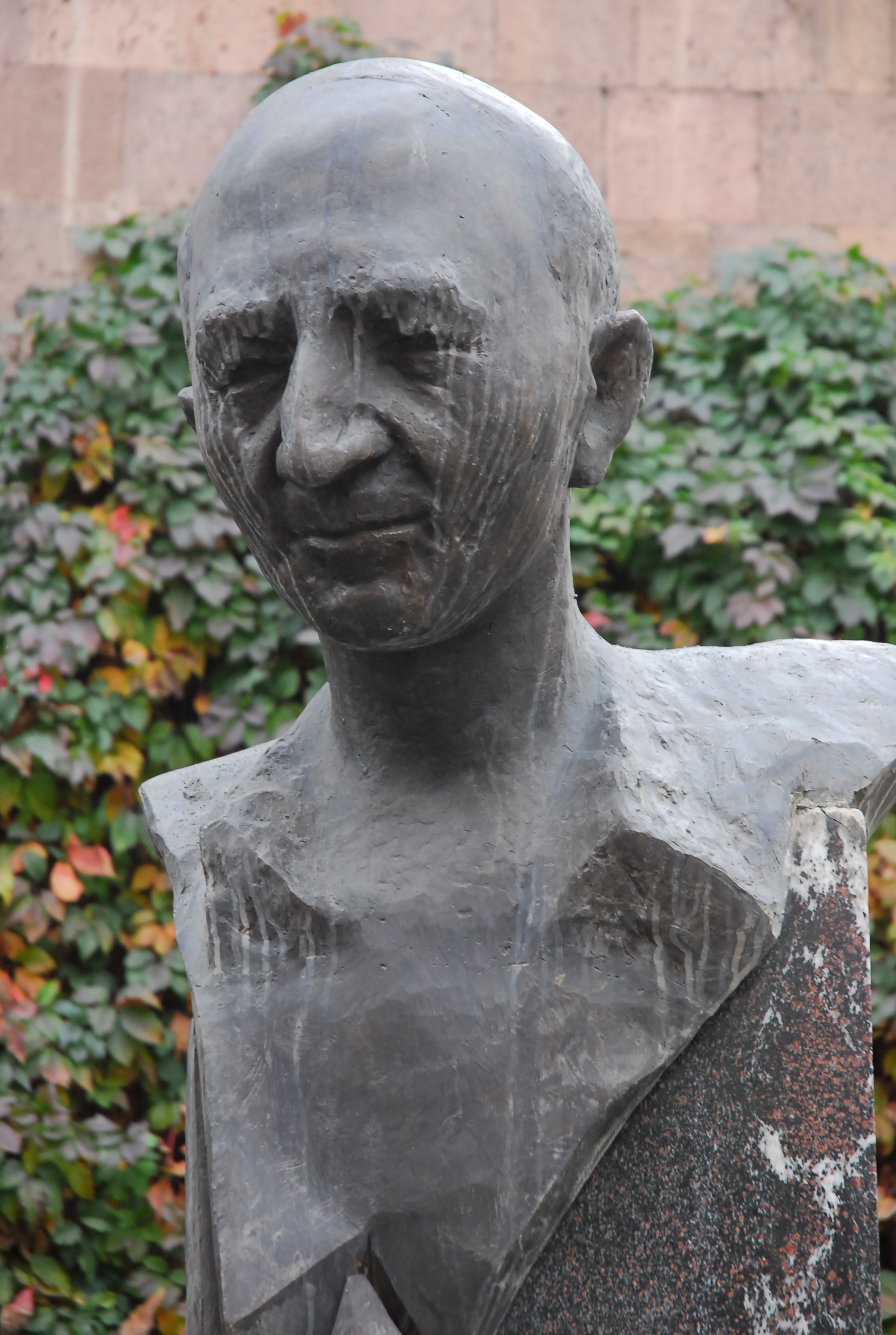
Бюст Хачика Даштенца (Ереван)
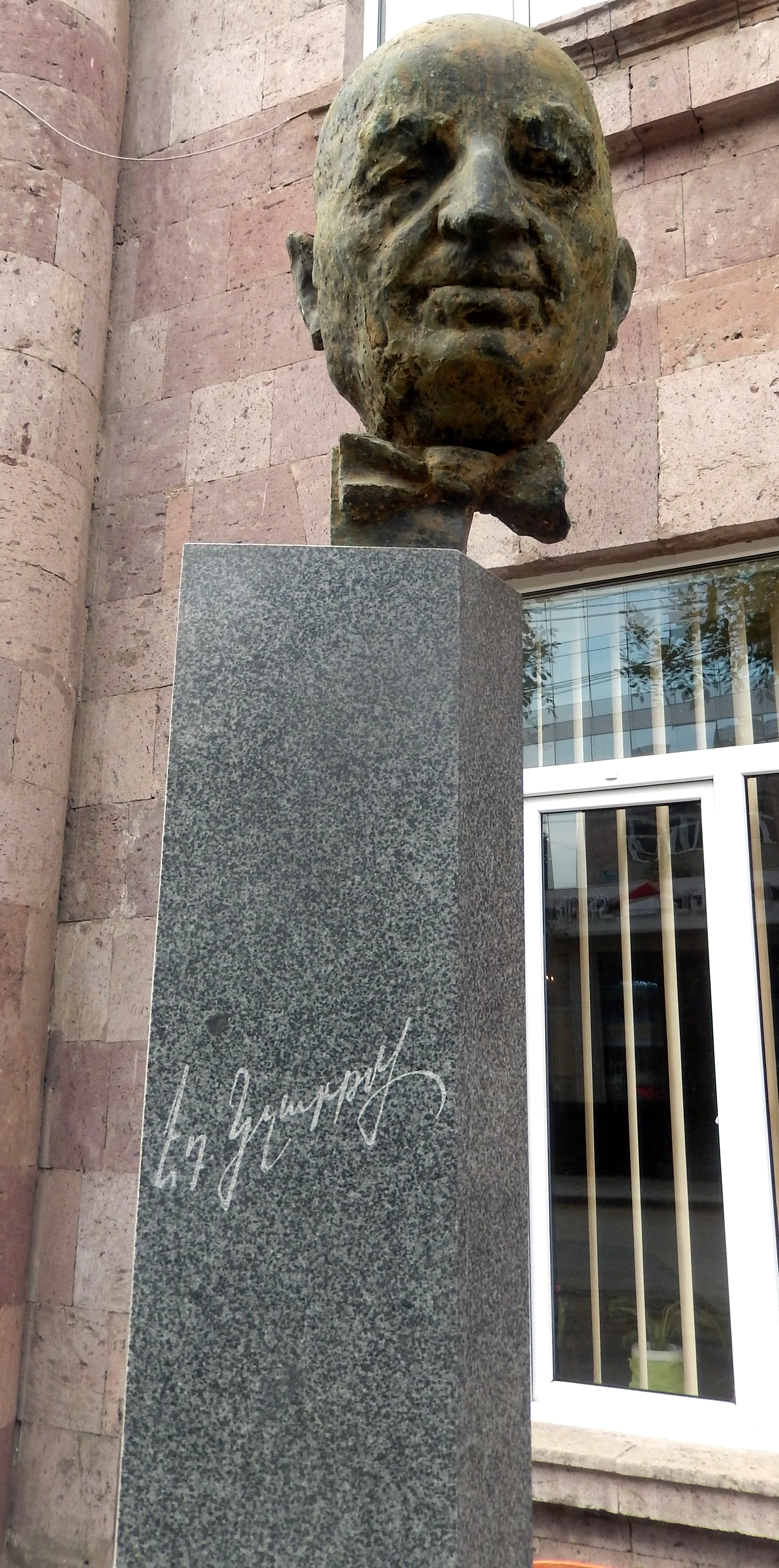
[Бюст Эдуарда Кзартмяна перед музыкальной школой его имени в Ванадзоре
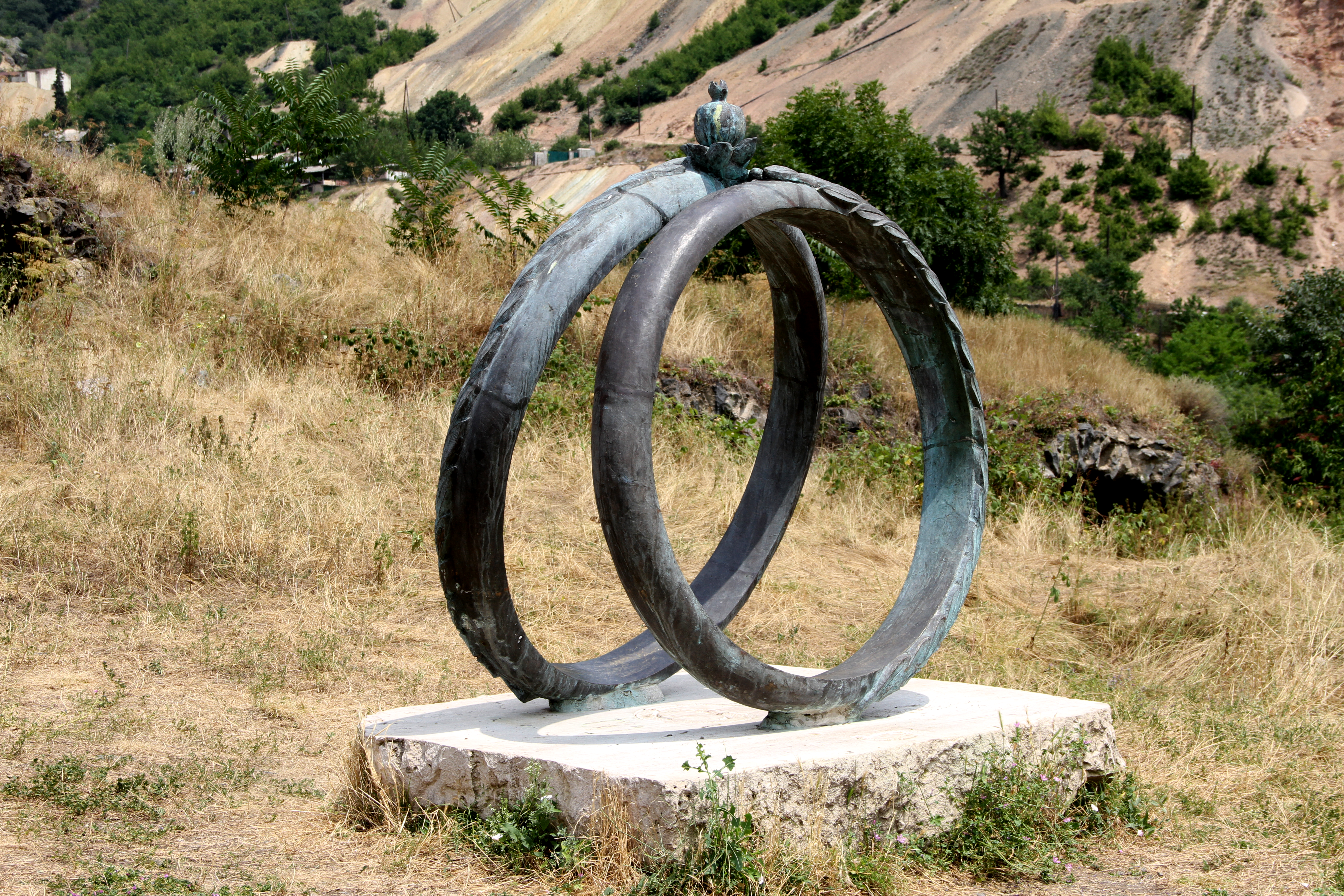
Статуя «обручальные кольца»
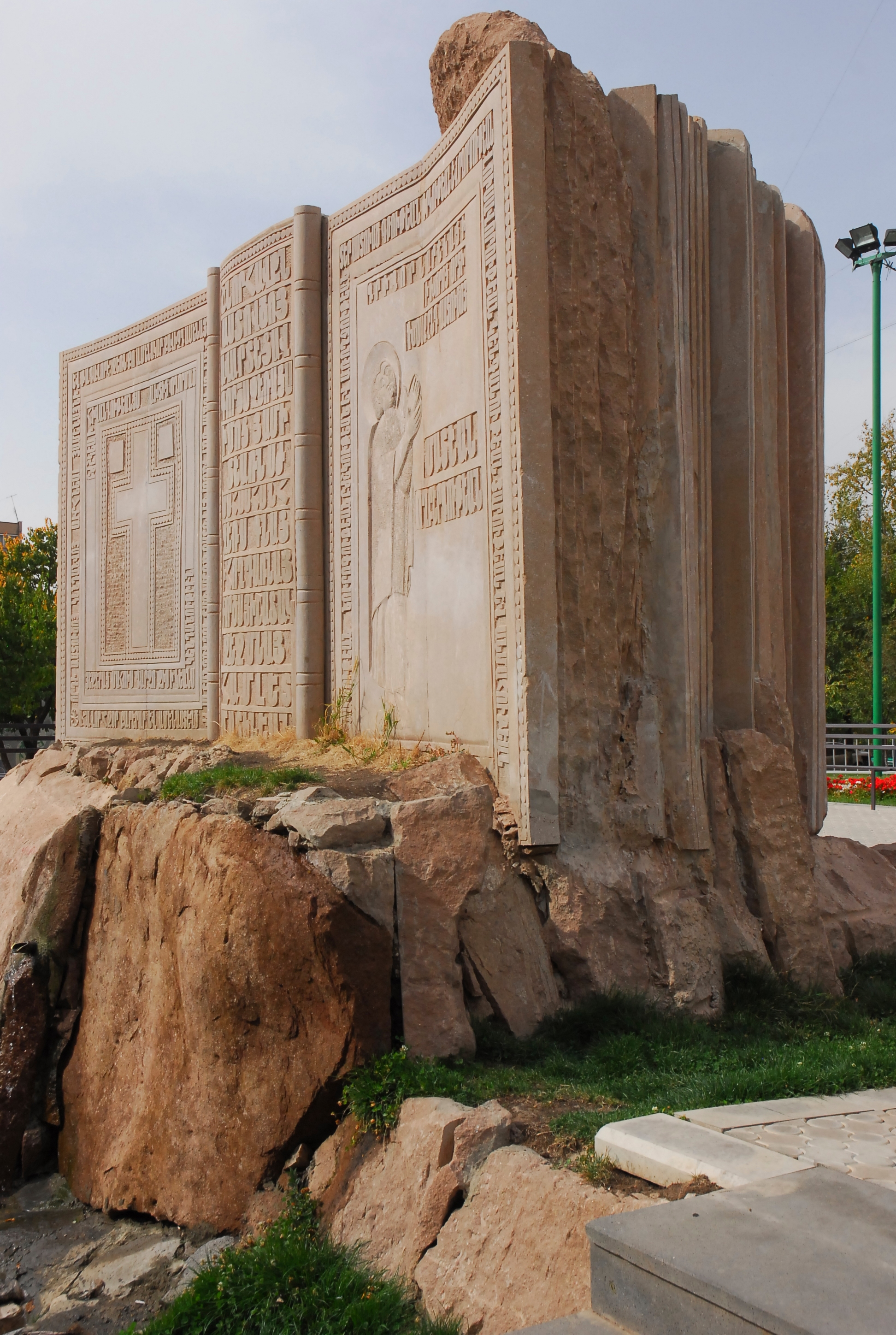
Нарек (памятник, Ереван)
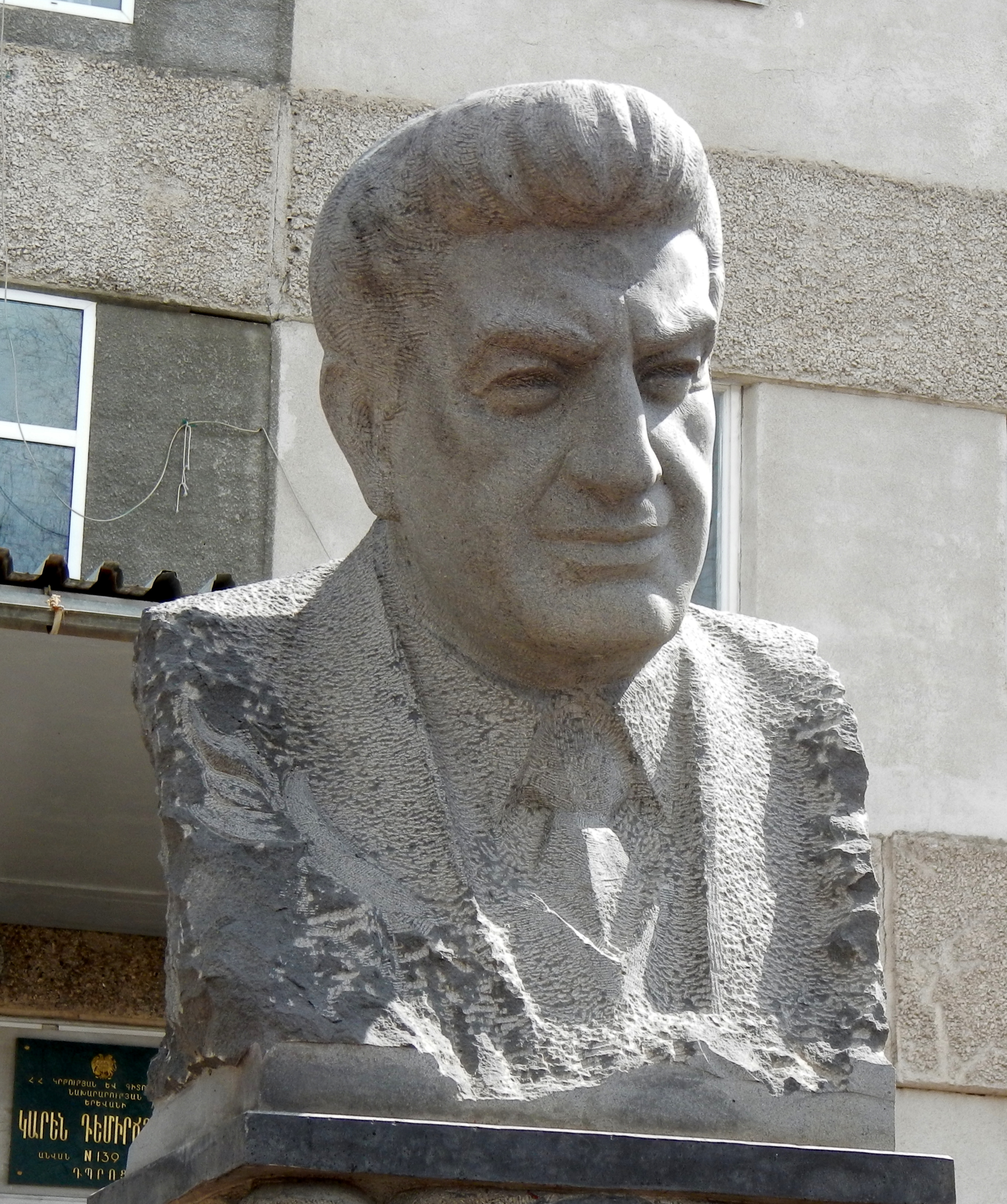
Бюст Карена Демирчяна (Ереван)
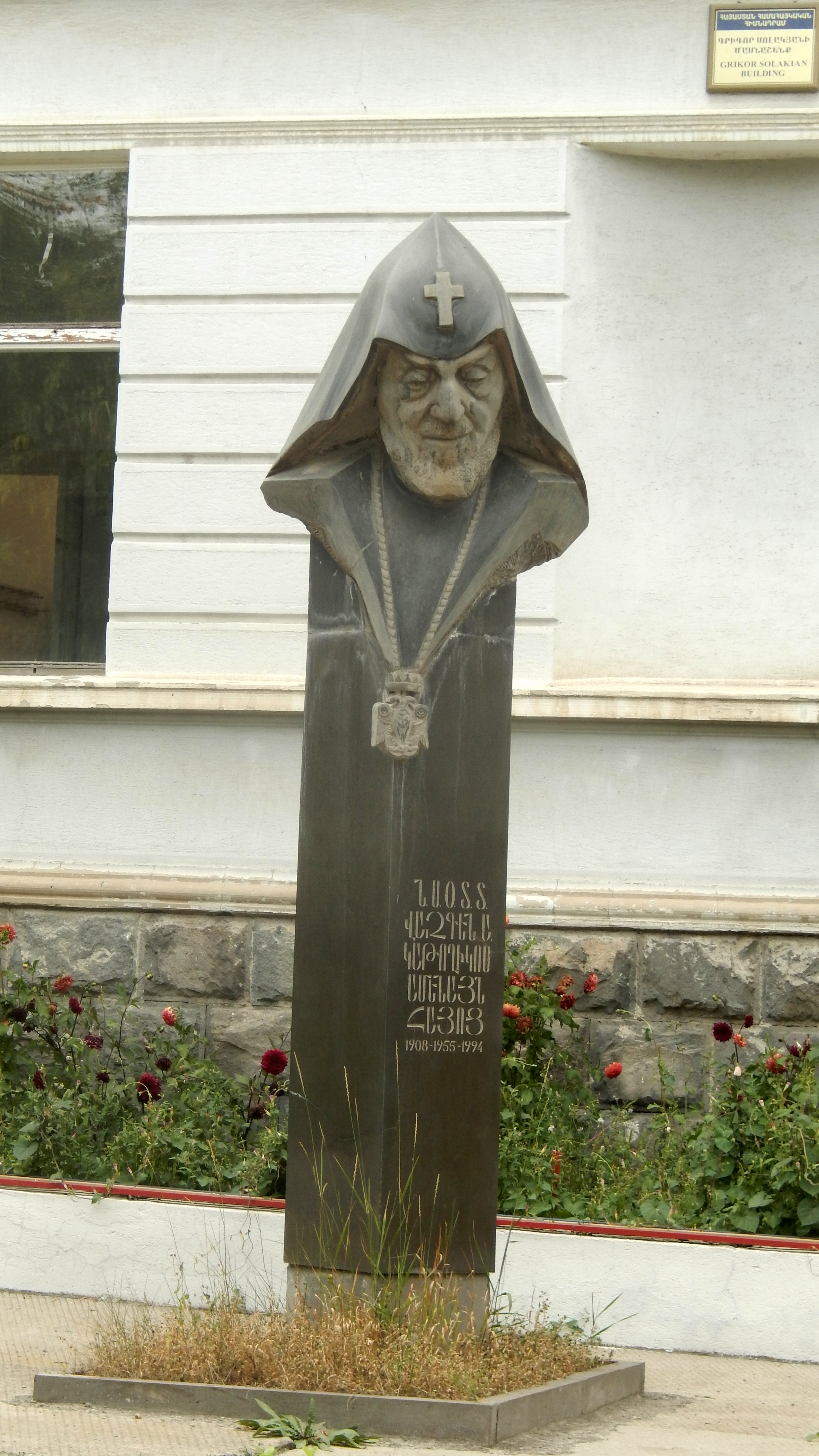
Бюст католикоса Вазгена I (Ванадзор)
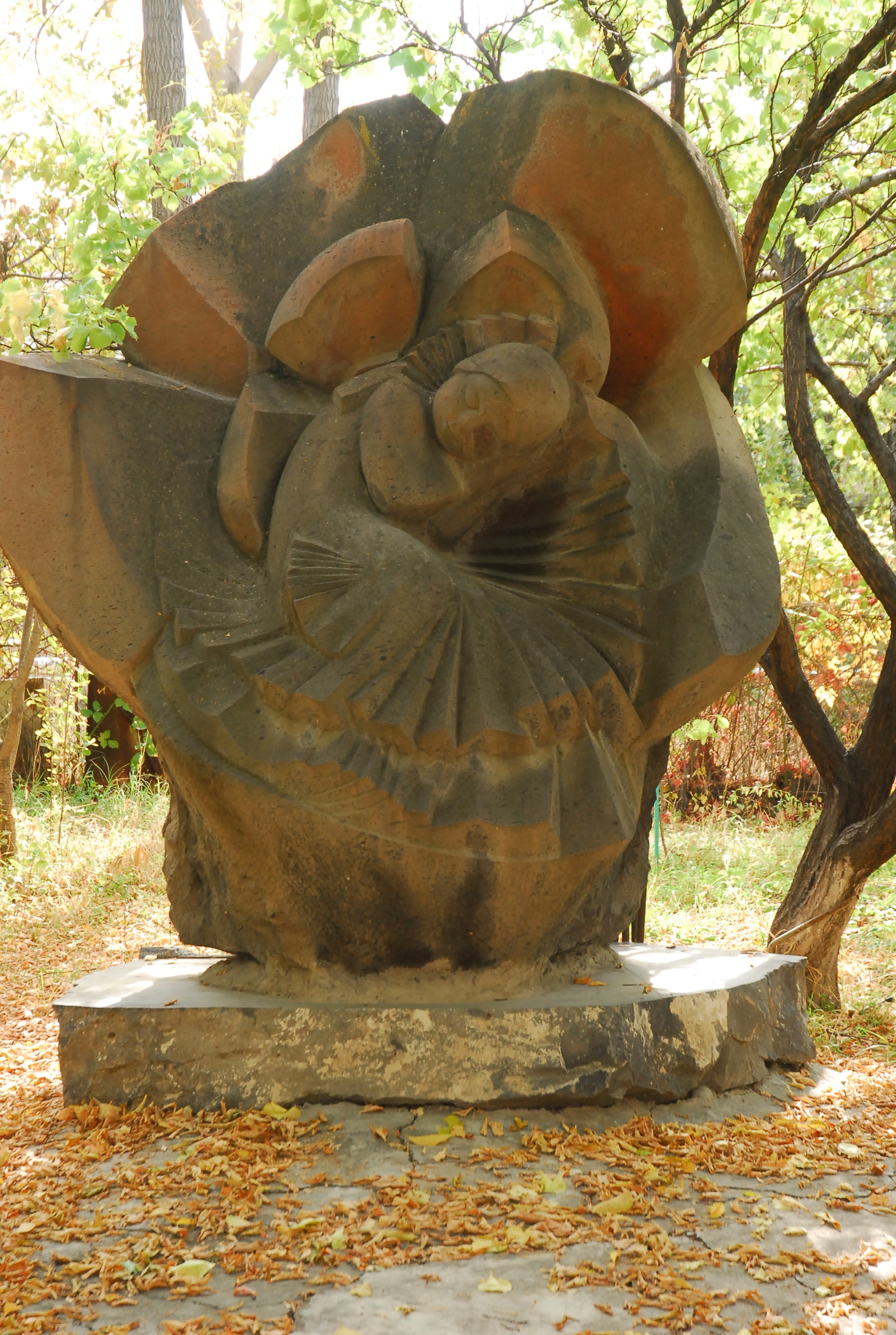
Скульптура «Астхик»
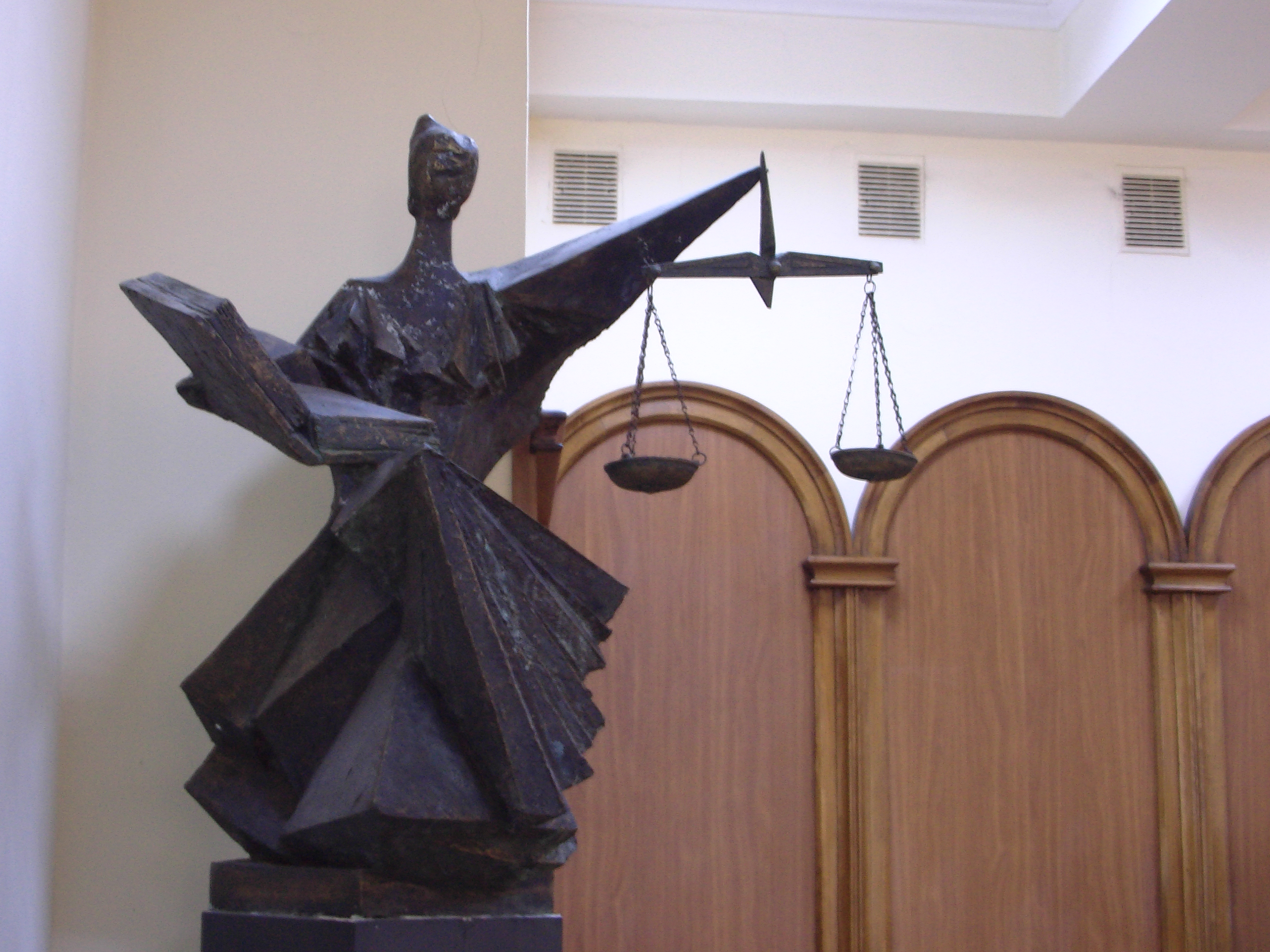
Скульптура «Фемида»
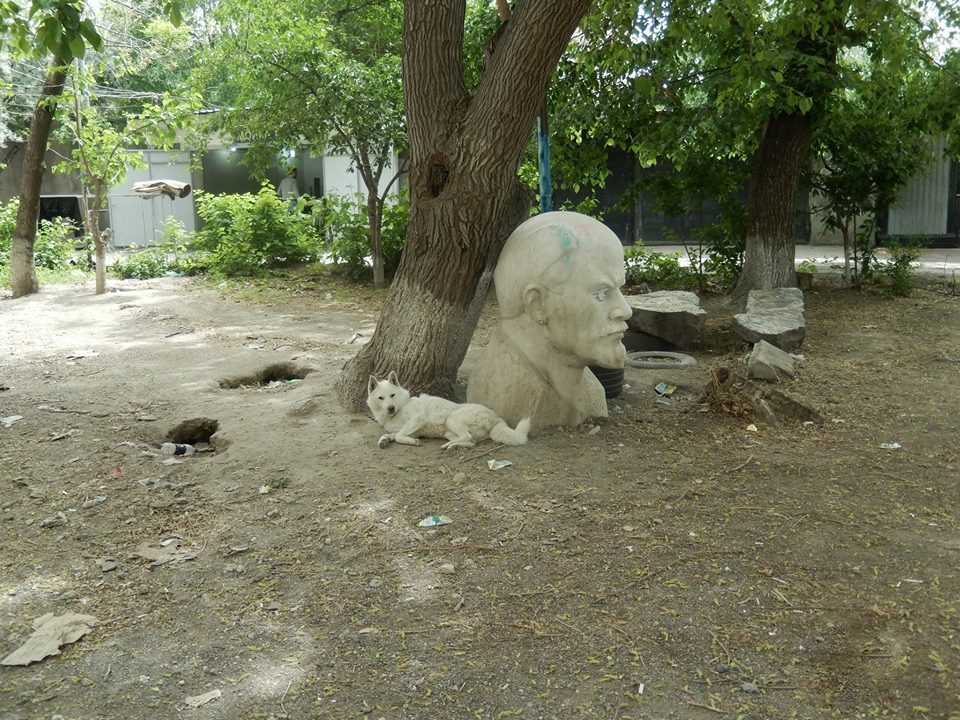
Двор улицы Киевян, 8 (автор скульптуры – Гамлет Матинян)
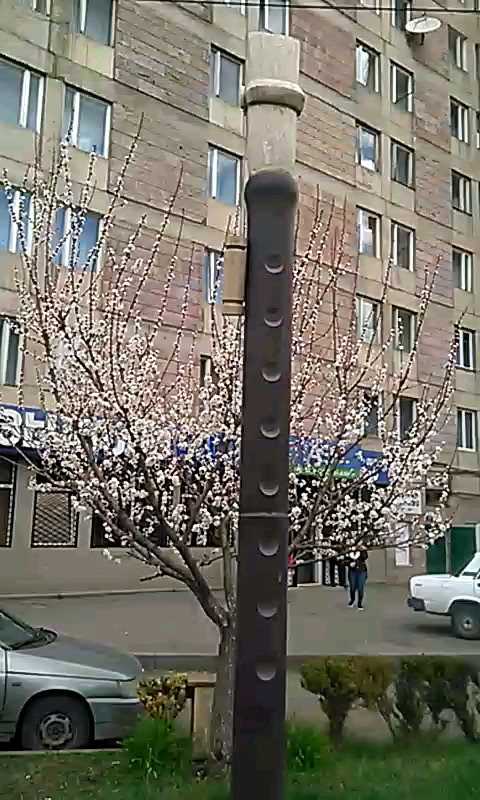
Статуя «Дудук» в Ванадзоре